# Michalīs Kapsīs
Michalīs Kapsīs (in greco: Μιχάλης Καψής; Il Pireo, 18 ottobre 1974) è un ex calciatore greco, di ruolo difensore, campione d'Europa con la nazionale greca nel 2004.

## Biografia
Anche suo padre Anthimos è stato un calciatore.

## Carriera

### Ethnikos Pireo
Inizia la carriera all'Ethnikos Pireo. Qui totalizza 123 presenza e segna anche 2 goal, mettendosi in luce nei confronti di molti club, fra cui l'AEK Atene.

### AEK Atene
Nel 1998 viene acquistato dall'AEK Atene dove insieme a Demis Nikolaidis, Vasilīs Tsiartas ex-compagni di nazionale vince la Coppa di Grecia nel 1999 e nel 2002. Qui nell'estate 2002 ritrova l'ex interista Grigorios Georgatos, insieme a questo rinforzo l'AEK Atene riesce a fare un buon cammino in Champions League. Michalis Kapis riesce a mettersi in luce in particolar modo in questa stagione dove dà il suo contributo in occasione del 3-3 dell'AEK Atene contro il Real Madrid delle stelle Ronaldo, Zidane, Raul. La sua abilità nel gioco difensivo porta il tecnico Otto Rehhagel a convocarlo in Nazionale e in seguito lo porta all'Europeo 2004 in Portogallo dove vengono vinti dalla Grecia

### Girondins de Bordeaux
Nell'estate 2004 dopo l'Europeo 2004 passa al Girondins de Bordeaux dove nella stagione 2004/2005 ha contribuito alla promozione del club francese in serie A francese. Alcuni club anche greci si interessano a lui, in particolare l'Olympiakos Pireo.

### Olympiakos Pireo
Nell'estate 2005 passa all'Olympiakos Pireo, qui ritrova il portiere Antōnīs Nikopolidīs, Giōrgos Geōrgiadīs, Stelios Venetidis e Pantelīs Kafes, ex-compagni di nazionali che insieme vinsero il Campionato europeo 2004. Insieme conquistarono un campionato greco e una Coppa di Grecia nella stagione 2005-2006, ma a causa di vari infortuni non riuscì a giocare con molta regolarità.

### APOEL Nicosia
Nel 2007 Michalis Kapsis dall'Olympiakos passa all'APOEL Nicosia dove vince un Campionato Cipriota e una Coppa Cipriota rispettivamente nelle stagioni 2006-2007 e 2007-2008

### Levadiakos
Michalis Kapsis decide di terminare la sua carriera in Grecia e il Levadiakos squadra neo promossa nella massima serie del campionato greco dove nella stagione 2008/2009 contribuisce alla salvezza del Levadiakos essendo una colonna della difesa. La prima partita nella stagione 2009/2010, Kapsis fa il suo debutto in casa contro il Kavala di Fanīs Katergiannakīs e Vasilīs Lakīs suo ex-compagni di nazionale all'Europeo 2004 di calcio vinta dalla Nazionale di calcio greca.

### Ethinikos Pireaus
A gennaio 2010 Michalis Kapsis decide di terminare la sua carriera calcistica Ethnikos Pireo squadra che lo ha lanciato nel calcio professionistico.

### Nazionale
Conta 34 presenze e 1 gol nella nazionale greca, contro la Georgia in occasione della qualificazione al Mondiale di Germania 2006. Con nazionale greca ha conseguito nel 2004 la vittoria negli Europei. Kapsis durante l'Europeo ha marcato giocatori come il gigante della Repubblica Ceca Jan Koller , fra i più forti attaccanti di quel periodo in Europa.
È figlio di Anthimos Kapsis, leggendario difensore del Panathinaikos e della nazionale per ben tre lustri, fino alla metà degli anni 80.

## Palmarès

### Club

#### Competizioni nazionali
- Coppa di Grecia: 3

AEK Atene: 1999-2000, 2001-2002
Olympiakos: 2005-2006
- Campionato greco: 1

Olympiakos: 2005-2006
- Campionato cipriota: 1

APOEL Nicosia: 2006-2007
- Coppa di Cipro: 1

APOEL Nicosia: 2007-2008

#### Competizioni internazionali
- Campionato d'Europa: 1

Portogallo: 2004